# Sabine Meyer
Sabine Meyer (Crailsheim, 1959. március 30.) német klarinétművésznő.

## Élete
Fiatalon kezdett klarinétozni tanulni; első tanára apja, aki szintén klarinétművész volt. Később Stuttgartban tanult, majd Hannoverben.
Karrierjét a Német Rádió Szimfonikus Zenekarában kezdte 1982-ben, ahol a zenekar első női tagja lett a paraván mögötti próbajáték után. Mindez nagy vitát kavart, végül pedig a tagok szavazással távozásra kényszerítették.
1983-ban szóló karriert kezdett.

### Többek között az alábbi zenekarokkal lépett fel
- Chicagói Szimfonikus Zenekar
- San Franciscói Szimfonikus Zenekar
- London Filharmonikus Zenekar
- Tokiói és a Melbourne-i Szimfonikus Zenekar
- Suisse Romande Zenekar, a Szentpétervári,
- Bécsi és a Berlini Filharmonikus Zenekar